# ایو گوگلر
ایو گوگلر (انگلیسی: Yves Gaugler؛ زادهٔ ۱۰ ژوئن ۱۹۶۹) بازیکن فوتبال اهل آلمان است.
از باشگاه‌هایی که در آن بازی کرده‌است می‌توان به باشگاه فوتبال بوخوم اشاره کرد.